# ولادیمیر سماکف
ولادیمیر سرگیویچ سماکف (روسی: Семаков Владимир Сергеевич؛ زادهٔ ۱۱ مهٔ ۱۹۸۵) یک ورزشکار و قهرمان «ورزش دوگانه» روسی‌الاصل اهل اوکراین است. وی در المپیک زمستانی ۲۰۱۸ حضور داشت.

## عملکرد
| رده                                  | سال      | مکان برگزاری                       | IN | SP | PU | MS | RL | MRL |
| ------------------------------------ | -------- | ---------------------------------- | -- | -- | -- | -- | -- | --- |
| مسابقات قهرمانی دوگانه نوجوانان جهان | ۲۰۰۶ (ر) | پرسک آیل، مین، ایالات متحده آمریکا | ۳۲ | ۱۹ | ۲۵ |    |    |     |
| مسابقات قهرمانی دوگانه اروپا         | ۲۰۰۶ (ر) | لانگ دورف، آلمان                   | ۴  | ۱  | ۱  |    | ۱  |     |
| مسابقات قهرمانی دوگانه اروپا         | ۲۰۱۰ (ر) | اوتپا، استونی                      | ۶  |    |    |    | ۲  |     |
| مسابقات قهرمانی دوگانه اروپا         | ۲۰۱۵     | اوتپا، استونی                      | ۲۶ |    |    |    |    |     |

(ر) - عضوِ تیمِ روسیه